# Chitinopoma rzhavskii
Chitinopoma rzhavskii är en ringmaskart som först beskrevs av Kupriyanova 1993.  Chitinopoma rzhavskii ingår i släktet Chitinopoma och familjen Serpulidae.
Artens utbredningsområde är Kamtjatka. Inga underarter finns listade i Catalogue of Life.